# La Géométrie
La Géométrie es uno de los apéndices del Discurso del Método, de René Descartes, publicado en 1637. Los otros dos son La Dioptrica (Óptica) y Los Meteoros (Meteorología). La intención de estos anexos a la obra principal era proporcionar ejemplos de aplicación del "método" de pensamiento que proponía en la parte principal y del éxito que había conseguido al aplicar su método de conseguir una regla recta de pensamiento (y también quizás, si se considera el clima de competitividad social e intelectual de la Europa contemporánea, mostrarse a una amplia audiencia).
La obra fue la primera en proponer la idea de unión del álgebra y de la geometría en una sola disciplina y dio nacimiento a la geometría analítica, que permite la expresión de las formas geométricas en ecuaciones algebraicas y viceversa. Esta idea supuso un extraordinario avance en su tiempo y pondría las bases para el posterior desarrollo del cálculo con Newton y Leibniz.

## Divisiones
Está dividida en tres "libros".

### Libro I
Se titula Problemas que pueden construirse con círculos y rectas solamente. En este libro introduce la notación algebraica tal como la usamos actualmente. Las letras finales del alfabeto, x, y, z, etc. para las incógnitas, y las primeras a, b, c, etc. para las constantes. Introduce el uso la notación exponencial moderna para las potencias (excepto para los cuadrados, que sigue la vieja tradición de escribirlos con letras repetidas, esto es, aa).
Rompe también con la tradición griega de asociar las potencias con referentes geométricos, a2 con un área, a3 con un volumen, etc, y las trata a todas como longitudes posibles de segmentos de línea. Estos avances notacionales le permitieron asociar números a longitudes de segmentos que podían ser construidos con regla y compás. La mayor parte del resto de este libro lo ocupa la solución de Descartes a los problemas del lugar geométrico de Papo." Lo importante en su discusión es que en la resolución de estos problemas y sus generalizaciones introduce el concepto germinal de coordenadas cartesianas, definiendo dos segmentos perpendiculares a los que llama x y y. Los segmentos de línea conocidos los designa con a, b, c, etc.

### Libro II
Titulado Sobre la naturaleza de las líneas curvas, Descartes describía dos clases de curvas, llamadas por él geométricas y mecánicas. Curvas geométricas son aquellas que describimos ahora con ecuaciones algebraicas de dos variables, sin embargo, Descartes los describió cinemáticamente y una característica esencial era que todos sus puntos podían obtenerse mediante la construcción de curvas de orden inferior. Esto representó una expansión más allá de lo permitido por las construcciones de reglas y brújulas.
A otras curvas como la cuadratriz y la espiral, en las que solamente algunos de sus puntos podían construirse, las llamó mecánicas y no las consideró adecuadas para ser estudiadas matemáticamente. Descartes también diseñó un método algebraico para encontrar la perpendicular a cualquier punto de una curva cuya ecuación se conociera. La construcción de tangentes a la curva se deducía enseguida y Descartes aplicó este procedimiento para hallar las tangentes a diversas curvas.

### Libro III
Con el título de Sobre la construcción de Problemas de Sólidos y Supersólidos es más propiamente algebraico que geométrico y trata sobre la naturaleza de las ecuaciones y la forma de resolverlas. Descartes recomienda que todos los términos de una ecuación se sitúen en un lado de la ecuación y se la iguale a 0 para facilitar la solución, tal como hacemos ahora. Enuncia el teorema del factor para polinomios y da una prueba intuitiva de que un polinomio de grado n tiene n raíces; discute sistemáticamente las raíces negativas e imaginarias de las ecuaciones y usa explícitamente lo que hoy día se conoce como Regla de los signos de Descartes.

## Consecuencias
Descartes escribió El Discurso del Método en francés en vez de en latín, el lenguaje que se usaba en las publicaciones académicas. Su estilo de exposición no es nada claro, el material no está dispuesto de forma sistemática y, por lo general, da meras indicaciones de las demostraciones, dejando muchos de los detalles al lector . Su actitud ante la escritura queda indicada por afirmaciones como " No quiero decirlo todo" o " Me resulta cansado escribir demasiado de ello," que aparecen con frecuencia. En conclusión, Descartes justifica sus omisiones y oscuridad con la observación de que mucho más ha sido deliberadamente omitido para "proporcionar" a otros el placer de descubrirlo por sí mismos."
A menudo se acredita a Descartes con la invención del plano de coordenadas porque los conceptos relevantes están ya en su obra, sin embargo, en ningún sitio de La Géométrie aparece el sistema moderno de coordenadas cartesianas. Éste y otros desarrollos fueron añadiéndose por matemáticos que tomaron sobre sí la tarea de explicar y poner en claro la obra de Descartes. Esta mejora de la obra de Descartes fue realizada por Frans van Schooten, profesor de matemáticas en la Universidad de Leiden, y sus estudiantes. Van Schooten publicó una versión en latín de La Géométrie en 1649 y a ésta le siguieron tres ediciones más en 1659−1661, 1683 and 1693. La edición de 1659−1661 edition fue una obra de dos volúmenes de más del doble de extensión que la original, llena de explicaciones y ejemplos proporcionados por van Schooten y sus estudiantes. Uno de esos estudiantes, Johannes Hudde, dio un método conveniente para determinar las raíces dobles de un polinomio, conocido como Reglas de Hudde, que había sido un procedimiento difícil en el método de las tangentes de Descartes. Estas ediciones fueron las que establecieron la geometría analítica en el siglo XVII.